# Джансен (Колорадо)
Джансен (англ. Jansen) — переписна місцевість (CDP) в США, в окрузі Лас-Анімас штату Колорадо. Населення — 101 особа (2020).

## Географія
Джансен розташований за координатами 37°9′29″ пн. ш. 104°33′0″ зх. д. / 37.15806° пн. ш. 104.55000° зх. д. (37.158158, -104.550108).  За даними Бюро перепису населення США в 2010 році переписна місцевість мала площу 3,04 км², уся площа — суходіл.

## Демографія
Згідно з переписом 2010 року, у переписній місцевості мешкало 112 осіб у 56 домогосподарствах у складі 30 родин. Густота населення становила 37 осіб/км².  Було 68 помешкань (22/км²).
Расовий склад населення:
| - 82,1 % — білих - 0,9 % — корінних американців - 15,2 % — осіб інших рас |

До двох чи більше рас належало 1,8 %. Частка іспаномовних становила 58,0 % від усіх жителів.
За віковим діапазоном населення розподілялося таким чином: 21,4 % — особи молодші 18 років, 53,6 % — особи у віці 18—64 років, 25,0 % — особи у віці 65 років та старші. Медіана віку мешканця становила 47,0 року. На 100 осіб жіночої статі у переписній місцевості припадало 89,8 чоловіків;  на 100 жінок у віці від 18 років та старших — 91,3 чоловіків також старших 18 років.
Цивільне працевлаштоване населення становило 11 осіб. Основні галузі зайнятості: освіта, охорона здоров'я та соціальна допомога — 100,0 %.